# Canberra Stadium
Canberra Stadium (oryginalna nazwa Bruce Stadium) – stadion przeznaczony głównie do rozgrywania meczów rugby. Znajduje się obok Australian Insitute of Sport (Australijskiego Instytutu Sportowego) w Canberze, stolicy Australii. Nazwa pochodzi od miejsca lokalizacji stadionu, przedmieść Canberry – Bruce, nazwanych tak na cześć Stanleya Bruce’a, premiera Australii w latach 1923–1929.

## Historia
Stadion oddany został do użytku w roku 1977 na zawody lekkoatletyczne Pacific Conference Games. W roku 1985 na stadionie odbył się czwarty Puchar Świata w lekkoatletyce. Na zawodach tych Marita Koch ustanowiła rekord świata na dystansie 400 m kobiet, wynikiem 47,60 sekund. Rekord ten nie został do dzisiaj poprawiony. Drużyna z NRD ustanowiła również rekord świata w sztafecie kobiet 4x100m. Rekord ten został poprawiony w roku 2012 na Letnich igrzyskach olimpijskich w Londynie.
Pod koniec lat osiemdziesiątych usunięto ze stadionu bieżnię i w roku 1990 rugbyści z Canberra Raiders zaczęli rozgrywać na stadionie swoje mecze rugby i zaczęli odnosić sukcesy.
Usunięcie bieżni pozwoliło również na rozgrywanie meczów futbolu australijskiego i w roku 1995 rozegrano na stadionie pierwszy mecz futbolu australijskiego pomiędzy West Coast Eagles a drużyną Fitzroy.
W tym samym czasie jako eksperyment, na środku murawy zbudowano pole do rozgrywek krykieta. Rozegrano jednorazowo jednodniowy 24-godzinny mecz krykieta pomiędzy dwoma lokalnymi drużynami. Nie zapoczątkowało to jednak regularnych rozgrywek krykieta na stadionie.
W roku 1997 rozpoczęto przebudowę stadionu, przygotowując go do letnich igrzysk olimpijskich w Sydney. W roku 2000 w ramach Letnich Igrzysk Olimpijskich na stadionie Canberra odbywały się mecze piłki nożnej. Koszt przebudowy przekroczył ponad siedmiokrotnie zakładany przez lokalny rząd koszt renowacji, co doprowadziło ostatecznie so sporów i rezygnacji ówczesnej szefa ministrów Australijskiego Terytorium Stołecznego Kate Carnell.
W 2003 roku obiekt był jedną z aren 5. edycji Pucharu Świata w Rugby. Rozegrano na nim cztery spotkania fazy grupowej turnieju.
W roku 2008 w ramach rozgrywek Rugby League World Cup grupy B na Stadionie Canberra odbył się mecz pomiędzy Szkocją a Francją.
W 2015 roku stadion będzie jedną z aren 16. edycji piłkarskiego Pucharu Azji. Rozegranych na nim zostanie sześć spotkań fazy grupowej oraz jeden ćwierćfinał turnieju.

## Dane stadionu
Stadion ma 25 011 miejsc siedzących. W roku 2004 pomieścił rekordową liczbę widzów – 28 753.